# Europa der Regionen
Europa der Regionen ist die Bezeichnung für ein politisches Konzept, das die Regionen innerhalb Europas unabhängig von den EU-Mitgliedstaaten fördern und in ihrer regionalen Eigenständigkeit unterstützen soll. Unter „Regionen“ versteht man in diesem Zusammenhang politische (meist subnationale) Gebiete, deren Bevölkerung ethnische, sprachliche, kulturelle oder auch religiöse Gemeinsamkeiten haben. Dies können Provinzen und Gliedstaaten (wie die deutschen Bundesländer), autonome Gebietskörperschaften (wie das Baskenland oder Katalonien in Spanien) oder aber auch grenzüberschreitende Gebiete (wie die Europaregion Tirol–Südtirol–Trentino) sein. Gerade letzteres Beispiel verdeutlicht, dass kulturell gewachsene Regionen dabei nicht zwangsläufig deckungsgleich mit den bestehenden Grenzen sein müssen. 
Das Konzept steht (im Gegensatz zum nationalistischen „Europa der Vaterländer“) nicht unbedingt für eine europaskeptische Haltung, wohl aber meist für eine starke Betonung des Subsidiaritätsprinzips. Häufig definiert es sich gerade auch in der Ablehnung starker (zentralistischer) Nationalstaaten – unterscheidet sich jedoch in den daraus folgenden Forderungen: Entweder einer Stärkung föderaler europäischer (→ Europäischer Föderalismus) oder regionaler Strukturen (→ Regionalismus); teilweise auch beides gleichzeitig.

## Definition

### Europaregionen
Von der EU selbst wurde vor allem die Einrichtung von sogenannten Europaregionen (auch Euroregion oder Euregio) gefördert. Dadurch soll insbesondere wirtschaftlich und infrastrukturell schwachen Regionen geholfen werden. Die Euroregionen sollen die grenzüberschreitende Zusammenarbeit und die Regionen selbst gesellschaftlich und kulturell fördern. Die EU erhofft sich neben dem Aspekt der länderübergreifenden Zusammenarbeit auch eine Stärkung der potenziell schwächeren Randregionen der einzelnen Mitgliedsstaaten. Dazu gehörte unter anderem auch die „Strategie Europa 2020“, welche wirtschaftliches Wachstum in Europas Regionen zu fördern versuchte.

### NUTS-Regionen
In der EU werden als Regionen auch die statistischen Gebietseinheiten NUTS (französisch Nomenclature des unités territoriales statistiques) bezeichnet. Die dreistufige NUTS-Systematik wurde 1980 vom Europäischen Amt für Statistik entwickelt, um regionale Raumeinheiten innerhalb Europas auch international statistisch zu vergleichen. Sie sind Grundlage für quantitative Beurteilung von Regionen durch die EU. Im Rahmen der Regionalpolitik werden Fördermittel konkreten NUTS-Regionen (vor allem NUTS-3-Regionen) zugewiesen. Die NUTS-Regionen lehnen sich eng an die Verwaltungsgliederung der einzelnen Länder an. In der Regel entspricht eine NUTS-Ebene einer Verwaltungsebene oder einer räumlichen Aggregation von Verwaltungseinheiten. Eine vergleichbare Systematik gibt es auch in den EFTA- und CEC-Ländern.

## Institutionen

### Ausschuss der Regionen
Im Vertrag von Maastricht von 1992 (Art. 198a) wurde die Einrichtung des Ausschusses der Regionen (AdR) als beratendes Organ der Europäischen Union vereinbart. Er umfasst 329 Vertreter regionaler und lokaler Gebietskörperschaften und hat die Aufgabe, den Rat der Europäischen Union und die Europäische Kommission in allen Fragen zu beraten, die die Länder, Regionen, Autonomen Gemeinschaften, kommunalen und lokalen Gebietskörperschaften usw. betreffen. In damit zusammenhängenden Politikbereichen müssen die Gesetzgebungsorgane bei der Rechtsetzung der EU die Meinung des AdR einholen; seine Stellungnahmen haben allerdings keine bindende Wirkung.

### Versammlung der Regionen Europas
Um eine bessere Interessenvertretung der Regionen auf europäischer und internationaler Ebene zu erreichen, wurde 1985 die Versammlung der Regionen Europas (VRE) als eine politische Organisation europäischer Regionen gegründet. Derzeit hat sie 270 Regionen aus 33 europäischen Ländern und 16 interregionale Organisationen als Mitglieder.

### Rat der Gemeinden und Regionen Europas
Der Rat der Gemeinden und Regionen Europas, 1951 in Genf von einer Gruppe europäischer Bürgermeister gegründet, ist ein gemeinnütziger Verband mit über 50 nationalen Verbänden von Städten, Gemeinden und Regionen aus 37 Ländern. Zusammen repräsentieren diese Verbände rund 100.000 lokale und regionale Behörden.

### Kongress der Gemeinden und Regionen
Beim Europarat existiert ebenfalls eine Versammlung für Gebietskörperschaften, nämlich der Kongress der Gemeinden und Regionen. Er besteht aus zwei Kammern: Der Kammer der Gemeinden und der Kammer der Regionen.

### Europäische Freie Allianz
Das Konzept eines Europas der Regionen wird politisch insbesondere von der Europäischen Freien Allianz (EFA) vertreten, einer europäischen Partei, die regionalistische Parteien aus zahlreichen EU-Mitgliedstaaten vereint.

## Argumente

### Gegner
Politischen Widerstand gegen eine Aufwertung der Regionen gab es vor allem in den zentralistischen Mitgliedstaaten wie Italien und Spanien, da ein Kompetenzzuwachs der Regionen zu Lasten der nationalstaatlichen Aufgaben gehen könnte. In Ländern mit starken separatistischen oder regionalnationalistischen Bestrebungen wird es teilweise sogar bis heute als gefährlich angesehen, auf regionalistische Ansprüche einzugehen. Dies zeigt insbesondere die Diskussion in Katalonien seit 1978.

### Befürworter
Prominente Befürworter, die sich in Büchern und Kommentaren sehr eingehend für ein Europa der Regionen eingesetzt haben, oder einsetzen, sind der Autor Robert Menasse, die Politologin, Publizistin und Aktivistin Ulrike Guérot und der Wirtschaftsjournalist Philipp Löpfe.
Der Philosoph und Nationalökonom Leopold Kohr empfahl 1941 die Aufteilung Europas in einen Regionenverbund als „Hoffnung Europas“, da dann die Subsidiarität und Bürgernähe den regionalen Einheiten inhärent werden könne.

### Einschätzung
Laut Josef Isensee nimmt im Drei-Ebenen-System Union – Staat – Region der EU die unterste Ebene bisher nur eine bescheidene Rolle ein. Auch der „Ausschuss der Regionen“ hätte Hoffnungen auf eine wirksamere Vertretung der Regionen enttäuscht. Es handle sich dabei mehr um eine „folkloristische Schaubühne“. Dennoch sieht Isensee großes Zukunftspotential in den Regionen, denn diese seien „vitale Elemente europäischer Identität“, während die Union selbst nur ein „Konstrukt der politischen Vernunft“ sei. Die Idee Europa erlange in den Regionen Bodenhaftung. „Hier wurzelt seine Vielgestalt, jener ‚unerschöpfliche Reichtum‘, der sein Wesen ausmacht.“
Auch Robert Menasse ist der Auffassung, dass der Region im Lissaboner Vertrag nur eine marginale Rolle zukomme, doch in Wahrheit sei die Region für den Menschen mentalitätsprägend und identitätsstiftend.
Für Werner Weidenfeld ist das Interesse an einem „Europa der Regionen“ nur ein Teil einer thematischen Konjunktur: Mal stünden bestimmte Themen im Mittelpunkt, mal bestenfalls am Rande. Für die Lösung der aktuellen Herausforderungen fordert er ein „Europa der Bürger“ durch eine strategisch denkende Politik-Generation.
Christoph Perathoner sieht hingegen die Rolle der Regionen in der EU weit positiver. Ausgehend von der Feststellung Daniel Bells, wonach die Nationalstaaten zur Lösung der großen Probleme zu klein seien und zur Lösung der kleinen Probleme zu groß, kommt er zum Schluss, dass die Regionen im Begriff stünden, diese Lücke zu schließen. Er fordert die Umgestaltung des Ausschusses der Regionen zu einem Senat der Regionen.
Peter Hilpold sieht in den Regionen bzw. in der Regionalpolitik ein wichtiges Instrument zur Überwindung der Finanz- und Wirtschaftskrise. Dazu ist mehr (wenn auch nicht uneingeschränkte) Solidarität erforderlich und diese kann sehr wirksam über die Regionalpolitik geübt werden.
In Deutschland ist das Prinzip der Subsidiarität in der Europa-Politik insbesondere von dem Aachener Politikwissenschaftler Winfried Böttcher beschrieben und ausdifferenziert worden. Nach Böttcher muss Europa „von unten“ gedacht werden und nationalstaatliches Denken überwunden werden. Ein „regionaler Forderungskatalog“ thematisiert v. a. folgende Punkte:
1. Anerkennung der kulturellen regionalen Vielfalt,
2. Achtung der innerstaatlichen Gliederung einschließlich der Handlungsmöglichkeiten der Regionen,
3. Dreistufiger föderativer Aufbau der EU mit eigenständigen Regionen,
4. Etablierung des Ausschusses der Regionen als EU-Regionalorgan mit vertraglich fixierten (Mit-)Entscheidungsbefugnissen,
5. Verankerung des Subsidiaritätsprinzips,[20]
6. Eigenständiges Klagerecht von Ländern, Regionen usw. vor dem Europäischen Gerichtshof (EuGH).[21]

## Publikationen
- Leopold Kohr: (en) Disunion Now: A Plea for a Society Based upon Small Autonomous Units, The Commonweal, September 26, 1941 (as: Hans Kohr) / Telos Press, New York 1992 / auf Deutsch als:

- Einigung durch Teilung: Gegen nationalen Wahn, für ein Europa der Kantone – ein Vorschlag aus dem Jahr 1941, Die Zeit 18. Oktober 1991 / Druckausgabe: Nr. 43, 25. Oktober 1991, S. 19.

- Leopold Kohr: (en) The Breakdown of Nations, Routledge and Kegan Paul, 1957 / E. P. Dutton, New York 1978 / Green Books, 2001.
- Alfred Heineken, Henk Wesseling, Wim van den Doel: (en) The United States of Europe (a Eurotopia?), De Amsterdamse Stichting voor de Historische Wetenschap, Amsterdam 1992 / Hallwag, 2nd ed. 1992, 18 p., ISBN 90-90-05272-0, ISBN 978-90-90-05272-4.
- Joachim Bauer (Hrsg.): Europa der Regionen: Aktuelle Dokumente zur Rolle und Zukunft der deutschen Länder im europäischen Integrationsprozeß, Schriften zum Europäischen Recht, Band 9, Duncker & Humblot, Berlin 1991 / 1922, ISBN 3-428-07477-7.
- Hartwig Haubrich: Europa der Regionen, Geographie heute Nr. 153 / 1997, S. 2–7.
- Undine Ruge: Die Erfindung des »Europa der Regionen«: Kritische Ideengeschichte eines konservativen Konzepts, Campus Forschung, Campus, Frankfurt am Main 2003, ISBN 3-593-37342-4.
- Winfried Böttcher (Hrsg.): Subsidiarität – Regionalismus – Föderalismus, Münster 2004.
- Julika Elisabeth Himmel: Regionale Interessenvertretung in der EU: Eine Untersuchung unter Berücksichtigung von europäischem Recht und Regionalisierungstendenzen, Studien zur Rechtswissenschaft, Bd. 276, Hamburg 2012, ISBN 978-3-8300-6278-3.
- Claus Leggewie: Für ein anderes Europa der Regionen, Die aktuelle Kolumne, Deutsches Institut für Entwicklungspolitik (DIE), 17. September 2012.
- Peter Jósika: Ein Europa der Regionen: Was die Schweiz kann, kann auch Europa, IL-Verlag, Basel 2014.
- Peter Hilpold, Walter Steinmair, Christoph Perathoner (Hrsg.): Europa der Regionen, Springer, Berlin/Heidelberg 2016, ISBN 978-3-662-48204-9 (Hardcover), ISBN 978-3-662-48205-6 (E-Book).

### TV-Sendungen
- Dorothée Haffner: Europa der Regionen: Wenn Wirtschaft unabhängig macht – Schottland, Katalonien, Flandern, Norditalien (Venetien, Südtirol), Arte, 15. September 2014

### Videos
- Vortrag von Ulrike Guérot: Europa der Regionen: Wie die Regionen in Europa gestärkt werden können, 20. Karlsruher Gespräche, IHK Karlsruhe, 20. Februar 2016, ZAKVideoclips